# På tal om Afrodite
På tal om Afrodite (originaltitel: Mighty Aphrodite) är en amerikansk romantisk komedifilm från 1995 i regi av Woody Allen, som även spelar en av huvudrollerna, tillsammans med Mira Sorvino, Helena Bonham Carter, Michael Rapaport och F. Murray Abraham. Manuset inspirerades av Pygmalion.

## Om filmen
På tal om Afrodite regisserades av Woody Allen, som även skrev filmens manus. Filmen hade svensk premiär den 29 mars 1996.
Mira Sorvino tilldelades en Oscar för bästa kvinnliga biroll för sin roll Linda Ash. Även Woody Allen nominerades till en Oscar; för bästa originalmanus. 

## Rollista i urval
- Woody Allen - Lenny Weinrib
- Mira Sorvino - Leslie / Linda Ash
- Helena Bonham Carter - Amanda Sloan Weinrib
- Michael Rapaport - Kevin
- F. Murray Abraham - körens anförare
- Olympia Dukakis - Jocasta
- David Ogden Stiers - Laius
- Jack Warden - Tiresias
- Danielle Ferland - Kassandra
- Peter Weller - Jerry Bender
- Claire Bloom - Mrs. Sloan, Amandas mor
- Paul Giamatti - statisternas researcher